# Brama sieciowa
Brama sieciowa (ang. gateway) – maszyna podłączona do sieci komputerowej, za pośrednictwem której komputery z sieci lokalnej komunikują się z komputerami w innych sieciach.
W sieci TCP/IP domyślna brama (sieciowa) (ang. default gateway) oznacza router, do którego komputery sieci lokalnej mają wysyłać pakiety, o ile nie powinny być one kierowane w sieć lokalną lub do innych, znanych im routerów. W typowej konfiguracji sieci lokalnej TCP/IP wszystkie komputery korzystają z jednej domyślnej bramy, która zapewnia im łączność z innymi podsieciami lub z Internetem. 
Ustawienie adresu bramy domyślnej jest – oprócz nadania maszynie adresu IP i maski podsieci – podstawowym elementem konfiguracji sieci TCP/IP. Maszyna bez podanego adresu bramy domyślnej może wymieniać pakiety tylko z komputerami w tej samej sieci lokalnej.
Wobec upowszechnienia się sieci TCP/IP pojęcie bramy sieciowej stało się praktycznie tożsame z routerem, jednak tradycyjnie definiuje się bramę jako komputer działający również z innymi protokołami sieciowymi, w innych warstwach sieciowych i łączący podsieci tej samej sieci lokalnej:
- brama może odbierać adresowane do siebie pakiety wybranych protokołów i interpretować je na poziomie aplikacji – zwykle określa się ją wtedy jako serwer pośredniczący
- niektóre bramy zapewniają również przeniesienie pakietu z sieci o jednym protokole do sieci o innym protokole;IPv4 do sieci IPv6 przy pomocy np. NAT-PTNetWare do przenoszenia pakietów IP przy użyciu protokołu IPX, zwane Netware/IP (NWIP)